# Kawaguchi
Kawaguchi (Japans: 川口市, Kawaguchi-shi) is een stad in de Japanse prefectuur Saitama. Bij de volkstelling van 2020 had de stad 594.274 inwoners. De bevolkingsdichtheid bedroeg 9593 inw./km². De oppervlakte van de stad is 62 km². De stad is onderdeel van de agglomeratie Tokio.

## Geschiedenis
Kawaguchi werd op 1 april 1933 een stad (shi). De stad kreeg op 1 april 2001 het statuut van speciale stad.

## Fusies
- Op 11 oktober 2011 werd de stad Hatogaya aangehecht bij Kawaguchi.[1]